# Sarritor frenatus
Sarritor frenatus és una espècie de peix pertanyent a la família dels agònids.

## Descripció
- Fa 27 cm de llargària màxima.
- Nombre de vèrtebres: 45-48.[5][6]

## Depredadors
A Alaska és depredat per Gadus macrocephalus i Hippoglossus stenolepis, a les illes Kurils per Atheresthes evermanni i Careproctus cyclocephalus, i a Rússia per Bathyraja aleutica.

## Hàbitat
És un peix marí, demersal i de clima temperat (68°N-49°N, 15°E-132°W) que viu entre 18 i 975 m de fondària.

## Distribució geogràfica
Es troba al Pacífic nord: des del Japó fins al golf d'Anadyr, el mar de Bering, les illes Aleutianes i la Colúmbia Britànica (el Canadà).

## Observacions
És inofensiu per als humans.